# Швобен
Швобе́н (фр. Schwoben) — коммуна на северо-востоке Франции в регионе Гранд-Эст (бывший Эльзас — Шампань — Арденны — Лотарингия), департамент Верхний Рейн, округ Альткирш, кантон Альткирш.
Площадь коммуны — 2,38 км², население — 270 человек (2006) с тенденцией к снижению: 246 человек (2012), плотность населения — 103,4 чел/км².

## Население
Численность населения коммуны в 2011 году составляла 254 человека, а в 2012 году — 246 человек.
| 1962 | 1968 | 1975 | 1982 | 1990 | 1999 | 2004 | 2006 | 2008 | 2009 | 2011 | 2012 |
| ---- | ---- | ---- | ---- | ---- | ---- | ---- | ---- | ---- | ---- | ---- | ---- |
| 125  | 119  | 123  | 122  | 167  | 255  | 269  | 270  | 263  | 259  | 254  | 246  |

Динамика населения:

## Экономика
В 2010 году из 175 человек трудоспособного возраста (от 15 до 64 лет) 144 были экономически активными, 31 — неактивными (показатель активности 82,3 %, в 1999 году — 74,6 %). Из 144 активных трудоспособных жителей работали 138 человек (74 мужчины и 64 женщины), 6 числились безработными (трое мужчин и три женщины). Среди 31 трудоспособных неактивных граждан 16 были учениками либо студентами, 9 — пенсионерами, а ещё 6 — были неактивны в силу других причин.
На протяжении 2011 года в коммуне числилось 94 облагаемых налогом домохозяйства, в которых проживал 251 человек. При этом медиана доходов составила 28242 евро на одного налогоплательщика.